# Pató Pál
Pató Péter Pál, Pathó (Muzsla, 1795. június 7. – Magyarszőgyén, 1855. április 28.) magyar alszolgabíró, községi jegyző. Petőfi Sándor 1847-es költeményében őt mintázta meg.

## Élete
Kisnemesi családban született 1795. június 7-én, Muzslán, a Duna bal partján, Nyergesújfaluval átellenben elterülő kis településen (jelenleg Szlovákia). Apja Pathó János, anyja Németh Borbála. Pathó Péter Pál néven anyakönyvezték. Egy testvére ismert, Ignác, aki 1788-ban született. Kétszer házasodott, először Menyhárt Teréziát vette feleségül 1818-ban, majd Terézia elhunytát követően Varga Erzsébetet 1843-ban, mindkettőt Magyarszőgyénben. A Teréziával kötött házasságáról készült anyakönyvi feljegyzés szerint Bény községből (akkor Kis és Nagybény) érkezett Magyarszőgyénre. Petőfi Sándor híres versében írtaknak megfelelően nem siette el a gyermekek nemzését, első feleségétől házasságuk tizenhatodik évében született első utódja, Pató Ferdinánd. Ezt követően valamelyest serényebbé vált Pató Pál urunk, és a két feleségétől 1852-ig bezárólag még további hat alkalommal érkezett gyermekáldás.
Esztergom vármegye alszolgabírója, valamint Szőgyén község jegyzője volt. 1848-ban a helyi nemzetőrség megszervezője.
1855. április 28-án hunyt el tüdőszélhűdésben Magyarszőgyénben.
A Pató, vagy Pathó család nyomai Esztergom térségében 1623-ig vezetnek vissza, amikor is Pathó Györgyöt 1623. február 23-án tartott közgyűlésen Esztergom vármegye nemesei közé iktattak. Az idők folyamán a család több ágra szakadt, így a Muzslán élők lettek a muzslai Pathó ág tagjai. A Muzslán vezetett anyakönyvek 1711-től maradtak meg, amelyekben már az 1711-es évben is találunk Pató vezetéknevű gyermek születéséről hírt adó bejegyzést (Pató István, 1711. december 15.). Ekkoriban már igen kiterjedt volt a faluban a család, Pató András, János, György és István is sorra nemzette a gyermekeket. Az esztergomi szandzsák 1570. évi adóösszeírása szerint már 1570-ben is lakott Pató vezetéknevű család Muzslán (akkor Nagy Muzsla). Pató Pál felmenői ugyanakkor az 1710-es években még Komáromban éltek. A család talán összefüggésbe hozható a Patóházáról (ma: Potău, Románia) származó Pathó családdal. Patóházát a magasmarthi Pathó család már a XV. században is birtokolta. E család Nagy Iván szerint 1260-ban kapta IV. Bélától nemességét.

## Petőfi Sándor: Pató Pál úr
Petőfi Sándor 1847 novemberében írt Pató Pál úr című költeményében őt mintázta meg, amelyben a semmittevő köznemességet figurázza ki.
| Petőfi Sándor Pató Pál Úr Mint elátkozott királyfi Túl az Óperencián, Él magában falujában Pató Pál úr mogorván. Be más lenne itt az élet. Ha egy ifjú feleség... Közbevágott Pató Pál úr: "Ej, ráérünk arra még!" Roskadófélben van a ház, Hámlik le a vakolat, S a szél egy darab födéllel Már tudj' isten hol szalad; Javítsuk ki, mert maholnap Pallásról néz be az ég... Közbevágott Pató Pál úr: "Ej, ráérünk arra még!" Puszta a kert, e helyett a Szántóföld szépen virít, Termi bőven a pipacsnak Mindenféle nemeit. Mit henyél az a sok béres? Mit henyélnek az ekék? Közbevágott Pató Pál úr: "Ej, ráérünk arra még!" Hát a mente, hát a nadrág, Úgy megritkult, olyan ó, Hogy szunyoghálónak is már Csak szükségből volna jó; Híni kell csak a szabót, a Posztó meg van véve rég... Közbevágott Pató Pál úr: "Ej, ráérünk arra még!" Életét így tengi által; Bár apái nékie Mindent oly bőven hagyának, Soha sincsen semmije. De ez nem az ő hibája; Ő magyarnak születék, S hazájában ősi jelszó: "Ej, ráérünk arra még!" – 1847 |

## Származása

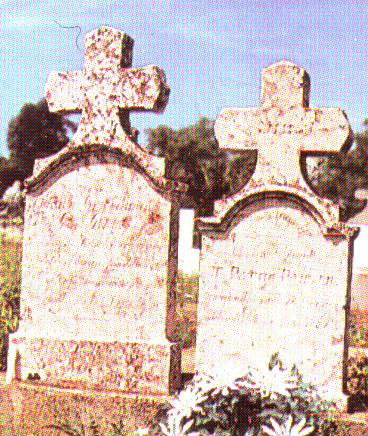
Pató Pál és Wargha Örzsébet sírja, Szőgyénben

| nemes Pató Péter Pál, (Muzsla, 1795. jún. 7. – Magyarszőgyén, 1855. ápr. 28.) alszolgabíró, jegyző, Petőfi Sándor humoros versének híres alakja | Apja: nemes Pató János (Muzsla, 1758. dec. 28. – Muzsla, 1801. jan. 7.) kisbirtokos | Apai nagyapja: nemes Pató Ferenc (Komárom, 1730. okt. 21. – Muzsla, 1816. júl. 21.) kisbirtokos | Apai nagyapai dédapja: nemes Pató András (Komárom, 1700 k. – Komárom, 1751. ápr. 8.) kisbirtokos |
| nemes Pató Péter Pál, (Muzsla, 1795. jún. 7. – Magyarszőgyén, 1855. ápr. 28.) alszolgabíró, jegyző, Petőfi Sándor humoros versének híres alakja | Apja: nemes Pató János (Muzsla, 1758. dec. 28. – Muzsla, 1801. jan. 7.) kisbirtokos | Apai nagyapja: nemes Pató Ferenc (Komárom, 1730. okt. 21. – Muzsla, 1816. júl. 21.) kisbirtokos | Apai nagyapai dédanyja: Kazai Erzsébet (Komárom, 1693 k. – Komárom, 1759. ápr. 24.)              |
| nemes Pató Péter Pál, (Muzsla, 1795. jún. 7. – Magyarszőgyén, 1855. ápr. 28.) alszolgabíró, jegyző, Petőfi Sándor humoros versének híres alakja | Apja: nemes Pató János (Muzsla, 1758. dec. 28. – Muzsla, 1801. jan. 7.) kisbirtokos | Apai nagyanyja: Gyarmati Judit (Muzsla, 1739. febr. 1. – Muzsla, 1805. nov. 29.)                | Apai nagyanyai dédapja: Gyarmati István (1697 k. – Muzsla, 1757. jan. 5.)                        |
| nemes Pató Péter Pál, (Muzsla, 1795. jún. 7. – Magyarszőgyén, 1855. ápr. 28.) alszolgabíró, jegyző, Petőfi Sándor humoros versének híres alakja | Apja: nemes Pató János (Muzsla, 1758. dec. 28. – Muzsla, 1801. jan. 7.) kisbirtokos | Apai nagyanyja: Gyarmati Judit (Muzsla, 1739. febr. 1. – Muzsla, 1805. nov. 29.)                | Apai nagyanyai dédanyja: Bónis Katalin (? – Muzsla, 1745 k.)                                     |
| nemes Pató Péter Pál, (Muzsla, 1795. jún. 7. – Magyarszőgyén, 1855. ápr. 28.) alszolgabíró, jegyző, Petőfi Sándor humoros versének híres alakja | Anyja: Németh Borbála (Párkány, 1764. aug. 20. – Párkány, 1839. szept. 21.)         | Anyai nagyapja: Németh József (Párkány, 1731 k. – Párkány, 1806. jan. 9.) telepes, kisbirtokos  | Anyai nagyapai dédapja: ?                                                                        |
| nemes Pató Péter Pál, (Muzsla, 1795. jún. 7. – Magyarszőgyén, 1855. ápr. 28.) alszolgabíró, jegyző, Petőfi Sándor humoros versének híres alakja | Anyja: Németh Borbála (Párkány, 1764. aug. 20. – Párkány, 1839. szept. 21.)         | Anyai nagyapja: Németh József (Párkány, 1731 k. – Párkány, 1806. jan. 9.) telepes, kisbirtokos  | Anyai nagyapai dédanyja: ?                                                                       |
| nemes Pató Péter Pál, (Muzsla, 1795. jún. 7. – Magyarszőgyén, 1855. ápr. 28.) alszolgabíró, jegyző, Petőfi Sándor humoros versének híres alakja | Anyja: Németh Borbála (Párkány, 1764. aug. 20. – Párkány, 1839. szept. 21.)         | Anyai nagyanyja: Szekér Erzsébet (Párkány, 1734. szept. 19. – Párkány, 1805. febr. 28.)         | Anyai nagyanyai dédapja: Szekér Márton (1682 k. – Párkány, 1769. júl. 30.)                       |
| nemes Pató Péter Pál, (Muzsla, 1795. jún. 7. – Magyarszőgyén, 1855. ápr. 28.) alszolgabíró, jegyző, Petőfi Sándor humoros versének híres alakja | Anyja: Németh Borbála (Párkány, 1764. aug. 20. – Párkány, 1839. szept. 21.)         | Anyai nagyanyja: Szekér Erzsébet (Párkány, 1734. szept. 19. – Párkány, 1805. febr. 28.)         | Anyai nagyanyai dédanyja: Szabó Katalin (1712 k. – Párkány, 1773. febr. 13.)                     |